# Throop (Nueva York)
Throop es un pueblo ubicado en el condado de Cayuga en el estado estadounidense de Nueva York. En el año 2000 tenía una población de 1.824 habitantes y una densidad poblacional de 37.8 personas por km².

## Geografía
Throop se encuentra ubicado en las coordenadas 42°58′47″N 76°36′35″O / 42.97972, -76.60972.

## Demografía
Según la Oficina del Censo en 2000 los ingresos medios por hogar en la localidad eran de $46,065, y los ingresos medios por familia eran $51,346. Los hombres tenían unos ingresos medios de $37,432 frente a los $24,758 para las mujeres. La renta per cápita para la localidad era de $19,799. Alrededor del 3.2% de la población estaban por debajo del umbral de pobreza.